# The head on the Door
The Head on the Door és el sisè disc d'estudi de la banda de rock britànica “The Cure”. Publicat el 13 d'agost de 1985 és un dels discos més aclamat per la crítica i el que va suposar l'inici de l'època més comercial de la banda liderada per Robert Smith. El Disc conte autèntics èxits comercials com “close to me” o in “between danys” cançó que obre el disc.
Una dada interessant per entendre el disc i algunes de les cançons més representatives d'aquest és l'estat d'estrès i excés de treball en què es trobava Robert Smith. Aquesta va provocar que el compositor revivis malsons i visions febrils que havia viscut el cantant durant la seva infància. D'aquesta desagradable experiència va treure el nom del disc i van inspirar cançons com “close to me” o “Kyoto song” entre d'altres.

## Gravació
La gravació d'aquest álbum va ser del tot inesperada. La banda venía de un auténtica crisis estructural que va tenir com a punt de partida un conflicte entre Robert i Simon Gallup el qual va deixar la banda. En aquell moment Robert Smith estava ficat en diversos projectes i ningú pensava que estigues per la labor de gravar un disc amb “the Cure”. Si bé és cert que la gravació va suposar problemes de salut per al vocalista, degut a l'accés de treball que li genera a estar a múltiples projectes, amb el retorn de Simon Gallup i la reestructuració de la banda amb els membres Lol Tolhurst, Paul Thompson i Boris Williams el disc finalment es va poder gravar. Dave M. Allen i Howard Gray van ser els productors d'aquest disc que va ser un autèntic èxit tant musicalment com a nivell de ventas.

## Gira
La gira del disc titulada “The Head Tour” va passar per Barcelona i Madrid, seny el primer cop que la banda tocava a Espanya. Va continuar a diversos festivals d'Anglaterra i va concloure per Estats Units, Canadà i finalment va tornar a Europa.

## Remasterització
A l'any 2006 la discográfica Universal va treure una remasteritzacio del disc com a part de las series Deluxe. En la que a part de les cançons originals remasterizadas també s'inclouen una col·lecció de demos i algunes cançons gravades en viu.